# تنگی سر
تنگی سر، روستایی از توابع بخش سیروانشهرستان سنندج در استان کردستان ایران است.

## جمعیت
این روستا در دهستان میان رود قرار دارد و براساس سرشماری مرکز آمار ایران در سال ۱۳۸۵، جمعیت آن ۱٬۴۱۲ نفر (۳۵۶خانوار) بوده‌است.